# Phyllopteryx
Genre
Phyllopteryx est un genre de poissons actinoptérygiens de la famille des Syngnathidae.

## Aire de répartition

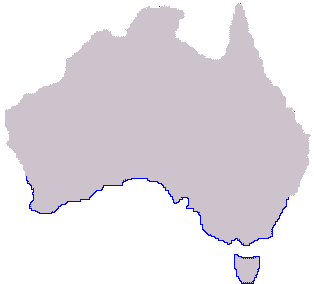
Carte de l'aire de répartition de Phyllopteryx taeniolatus.

Les deux espèces de ce genre sont endémiques d'Australie. Elles se rencontrent aux côtes sud de l'île (Tasmanie comprise), réparties entre le sud-est de l'océan Indien et le sud-ouest de l'océan Pacifique.

## Taxinomie
Ce genre a été décrit en 1839 par le naturaliste britannique William Swainson (1789-1855).

### Liste des espèces
Selon FishBase (31 juillet 2015) :
- Phyllopteryx dewysea - Dragon de mer rubis Stiller, Wilson & Rouse, 2015
- Phyllopteryx taeniolatus - Dragon de mer commun (Lacépède, 1804)

Le dragon de mer feuillu Phycodurus eques a également pour synonyme Phyllopteryx eques Günther, 1865.